# Magirus-Deutz
Magirus-Deutz – niemiecka marka samochodów ciężarowych, produkowanych przez koncern Deutz AG.
Firma Magirus powstała w latach 60. XIX wieku, gdy Conrad Dietrich Magirus - komendant straży pożarnej w Ulm założył firmę budującą maszyny pożarnicze. W 1866 firma przybrała nazwę Feuerwehr-Requisiten-Fabrik C. D. Magirus. Rozwijała szybko działalność a w 1887 zaczęła być prowadzona przez synów Conrada - Henryka, Otto i Hermana Magirusa. Po różnych przekształceniach, przybrała przed I wojną światową nazwę "C. D. Magirus AG" i skupiła się na produkcji samochodów pożarniczych, które stały się jej specjalnością. Od 1919 zaczęto montować autobusy i samochody ciężarowe innych typów. W czasie wielkiego kryzysu została przejęta przez Humboldt-Deutz Motorenfabrik (późniejszy Deutz AG). Nazwa Magirus się utrzymała i od 1949 ciężarówki koncernu Deutz otrzymały nazwę Magirus-Deutz. W 1974 założono spółkę Magirus-Deutz AG, która weszła w 1975 w skład europejskiej spółki Iveco. Utrzymała swoją odrębność mimo przekształceń własnościowych koncernu Iveco. W 1983 zmieniła nazwę na Iveco Magirus AG i specjalizuje się w wytwarzaniu pojazdów technicznych pod nazwą Iveco Magirus.
Podczas II wojny światowej samochody tej marki były przystosowywane do gazowania więźniów spalinami, m.in. w obozie w Chełmnie nad Nerem. Ukazano to np. w filmie Ambulans.
Największy rozwój firma notowała w latach 50. i 60., gdy wytwarzała pełny asortyment ciężarówek, autobusów, pojazdów użytkowych i technicznych.

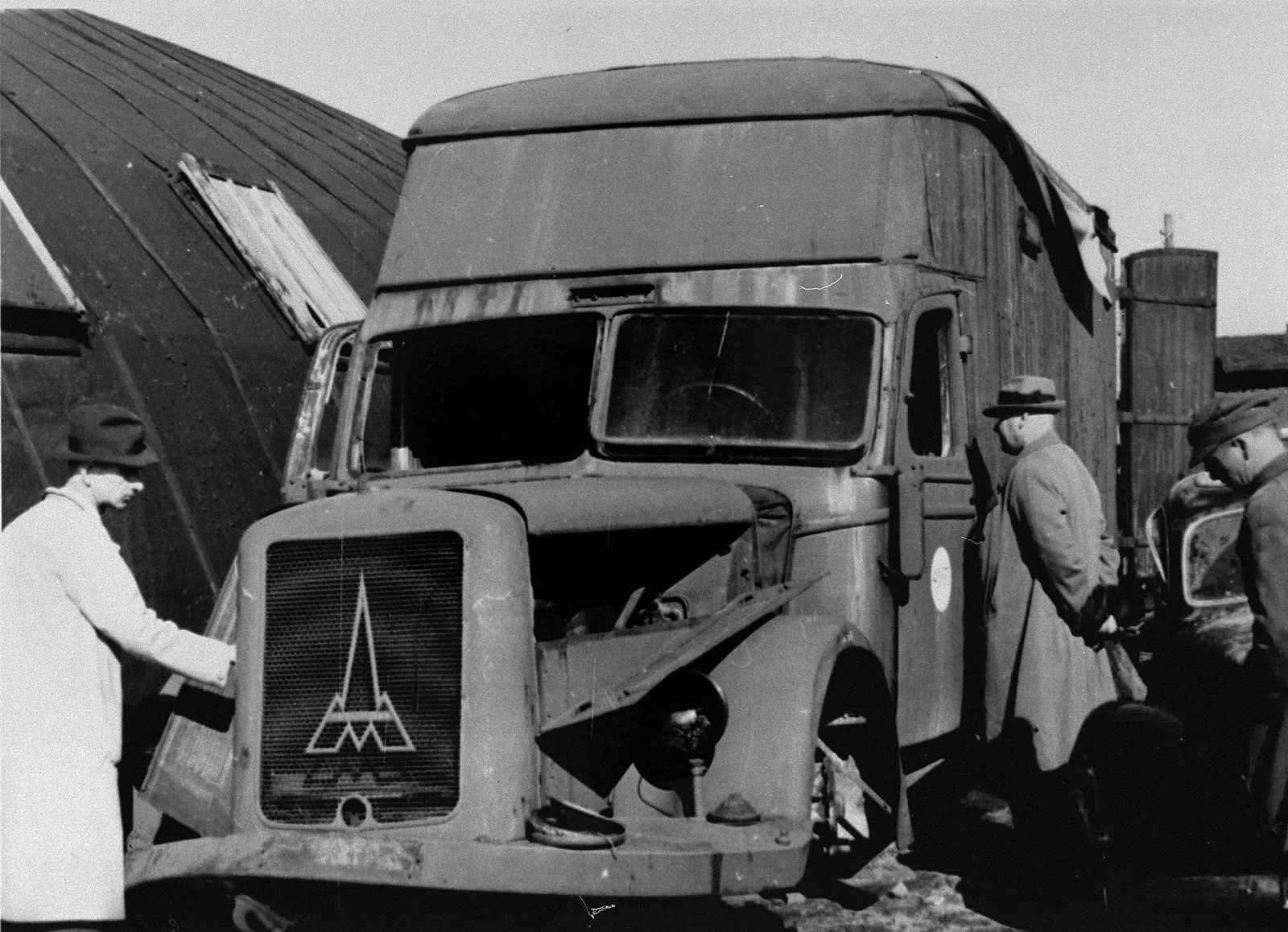
Jeden z samochodów-ciężarówek marki Magirus-Deutz odnaleziony w Kole w 1945 roku.
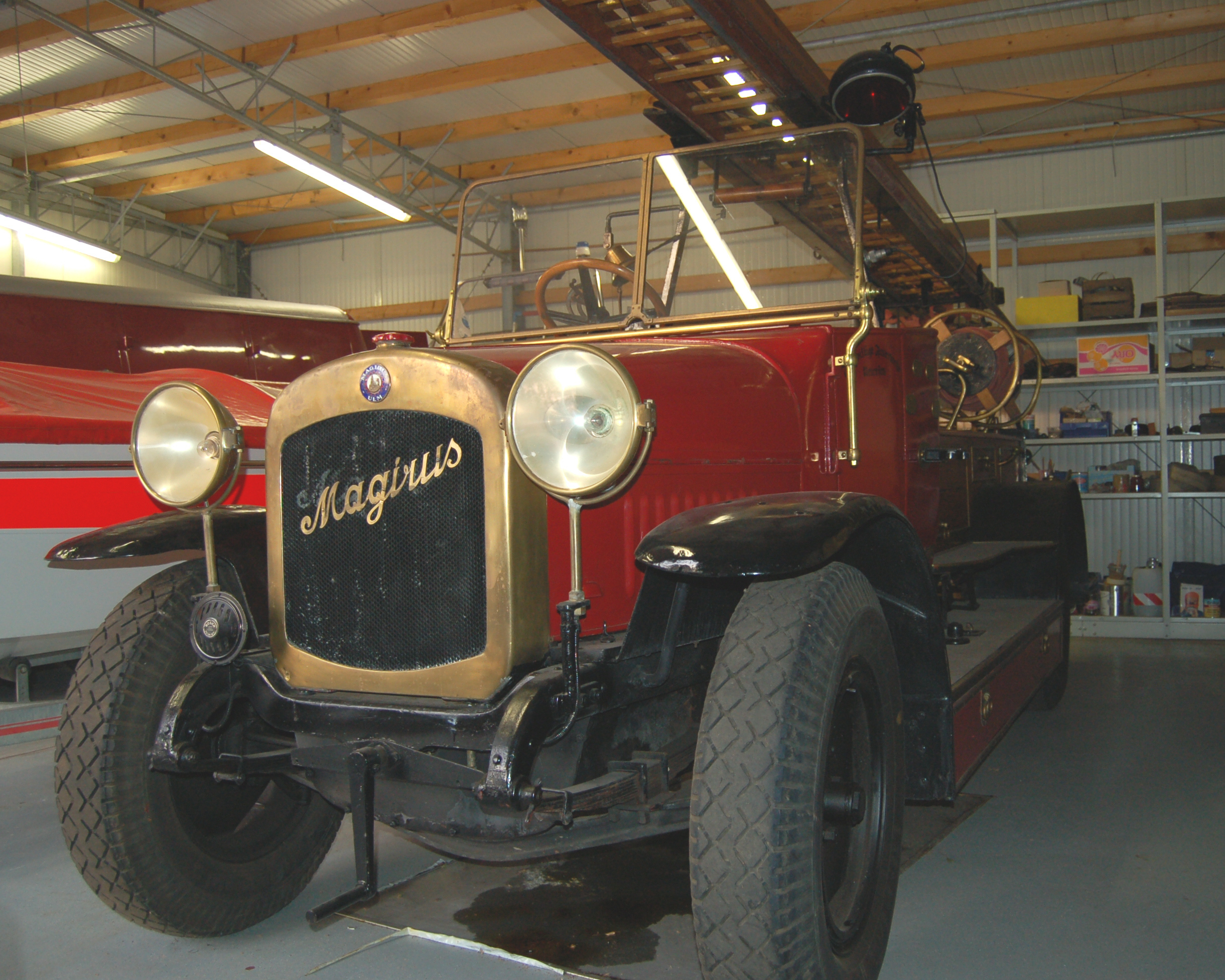
Magirus model Bayern
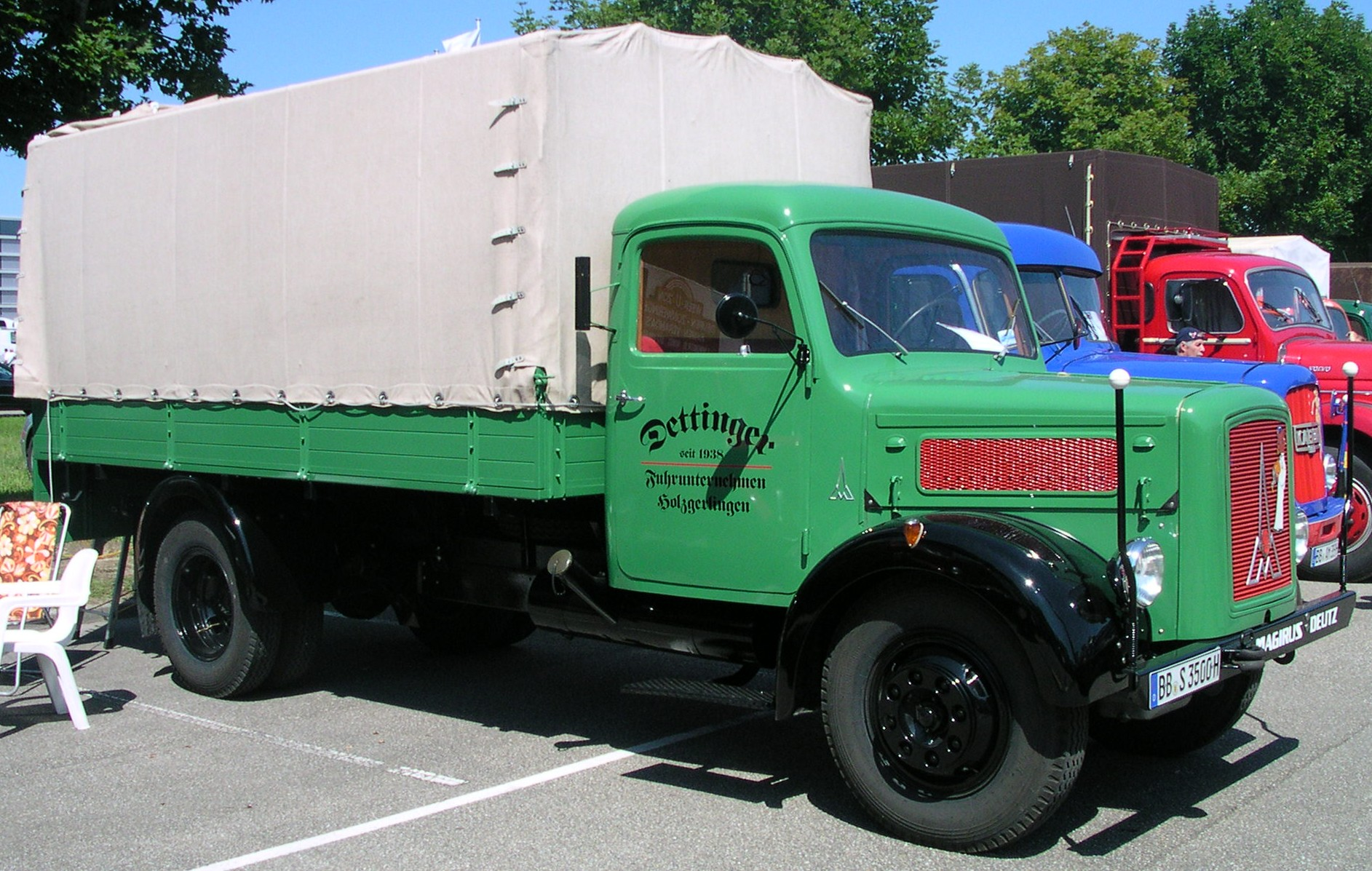
Magirus-Deutz S3500
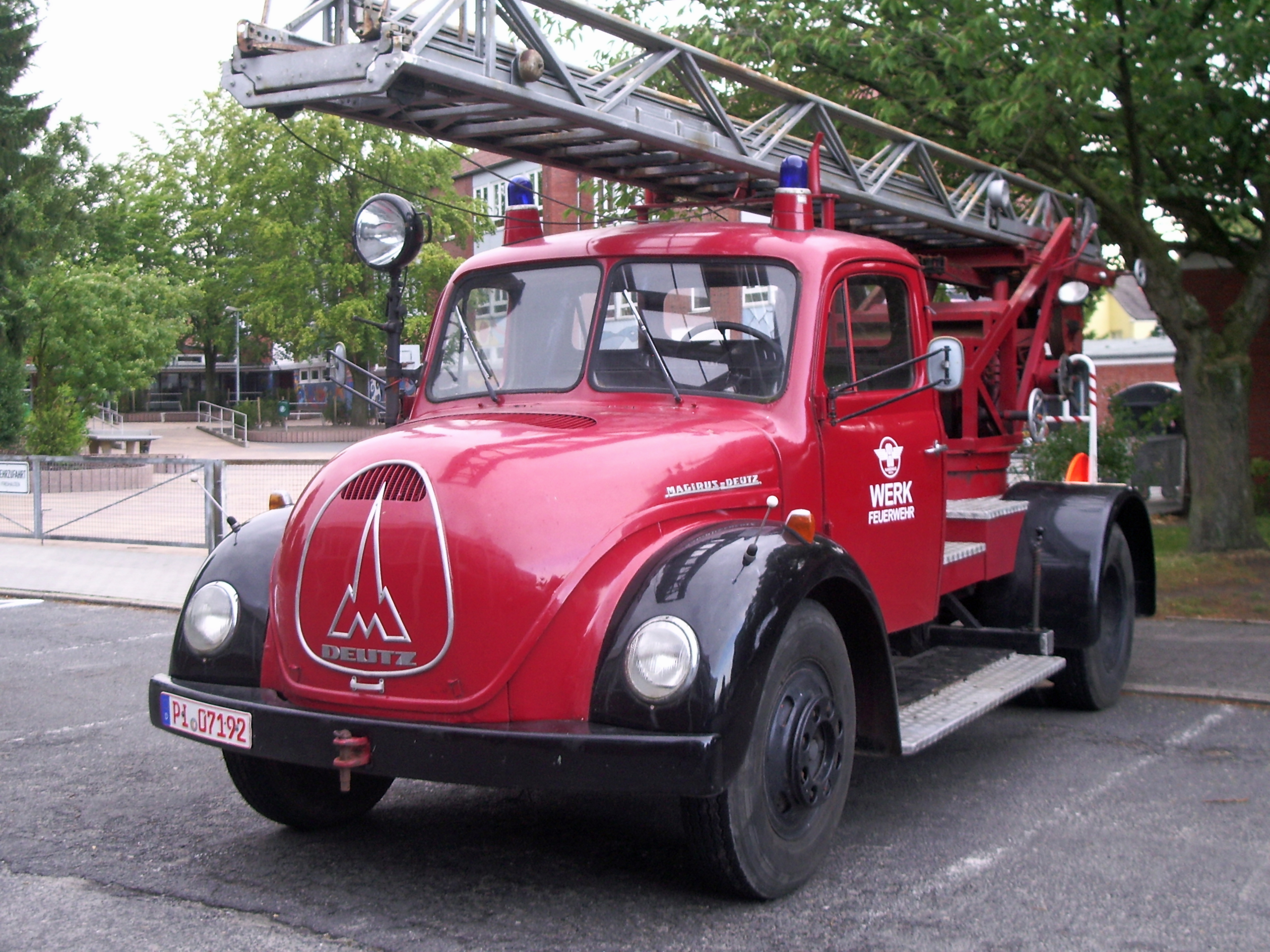
Magirus-Deutz 85D
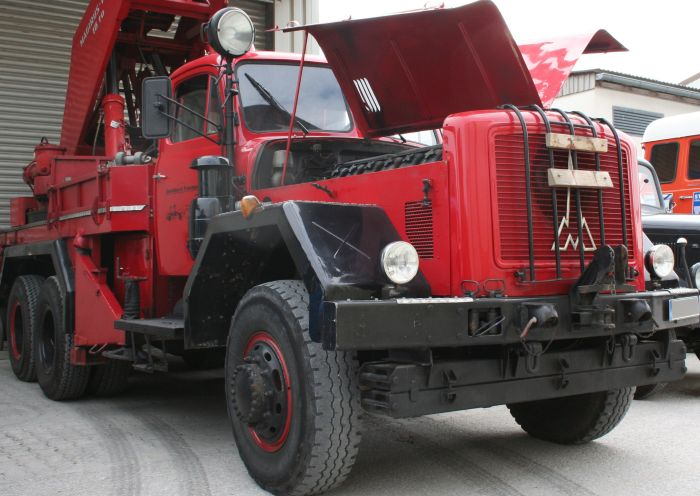
Magirus-Deutz KW16 typ Uranus
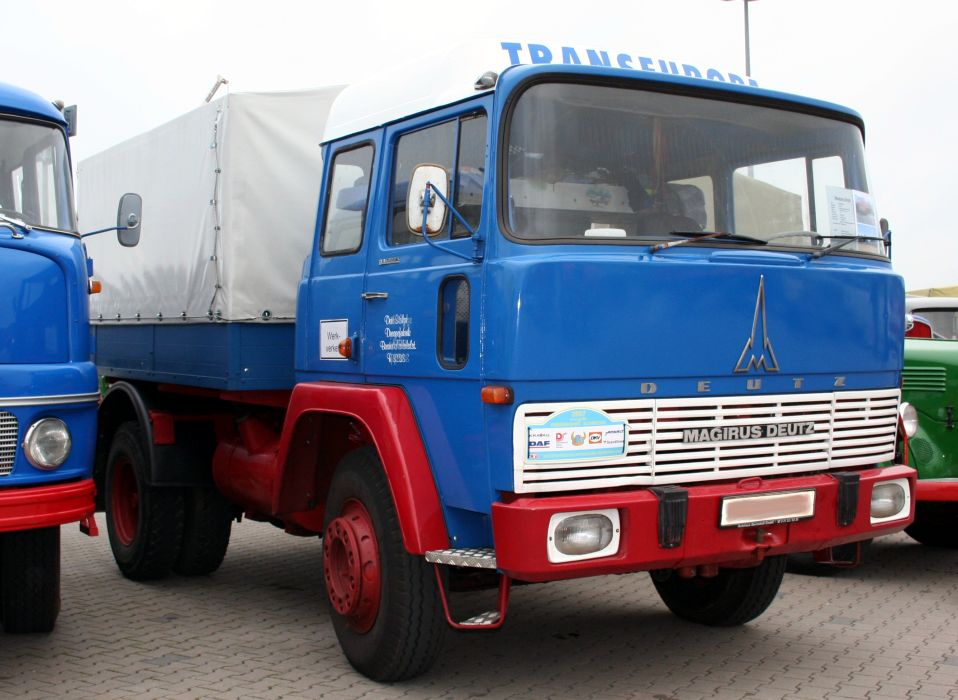
Magirus-Deutz TE
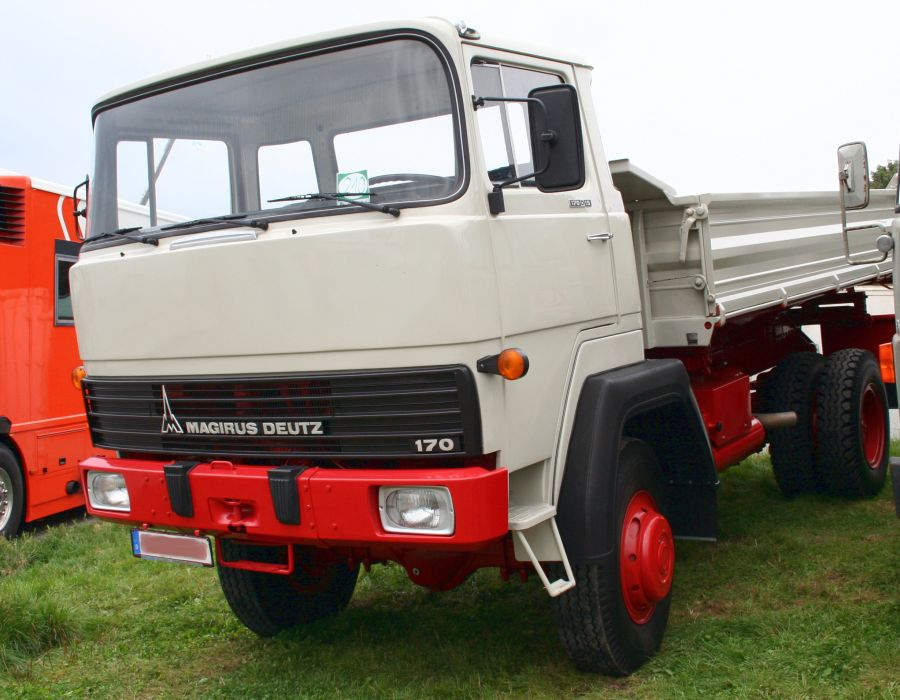
Magirus-Deutz 170
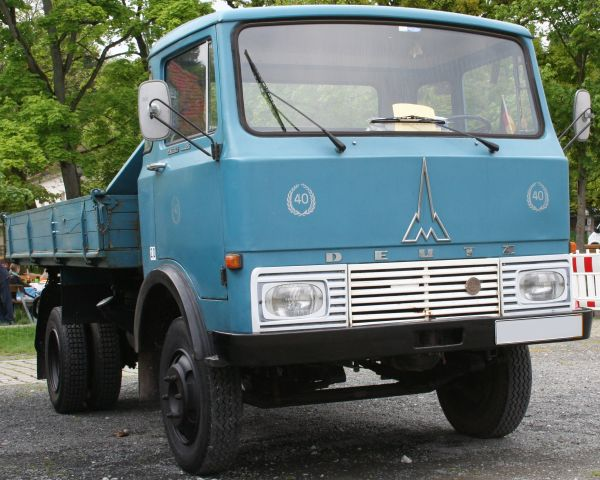
Magirus-Deutz 75D6
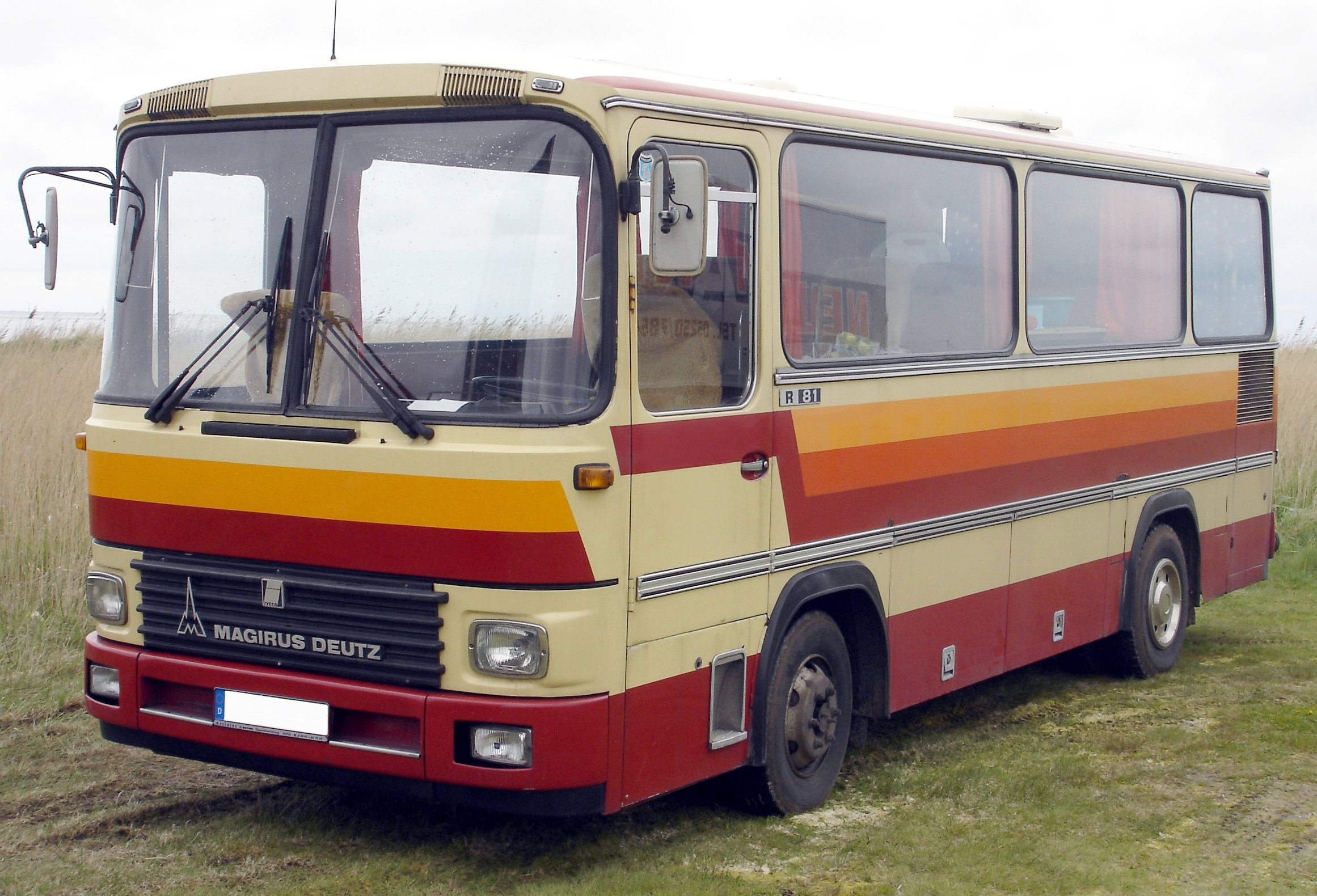
Magirus-Deutz R81
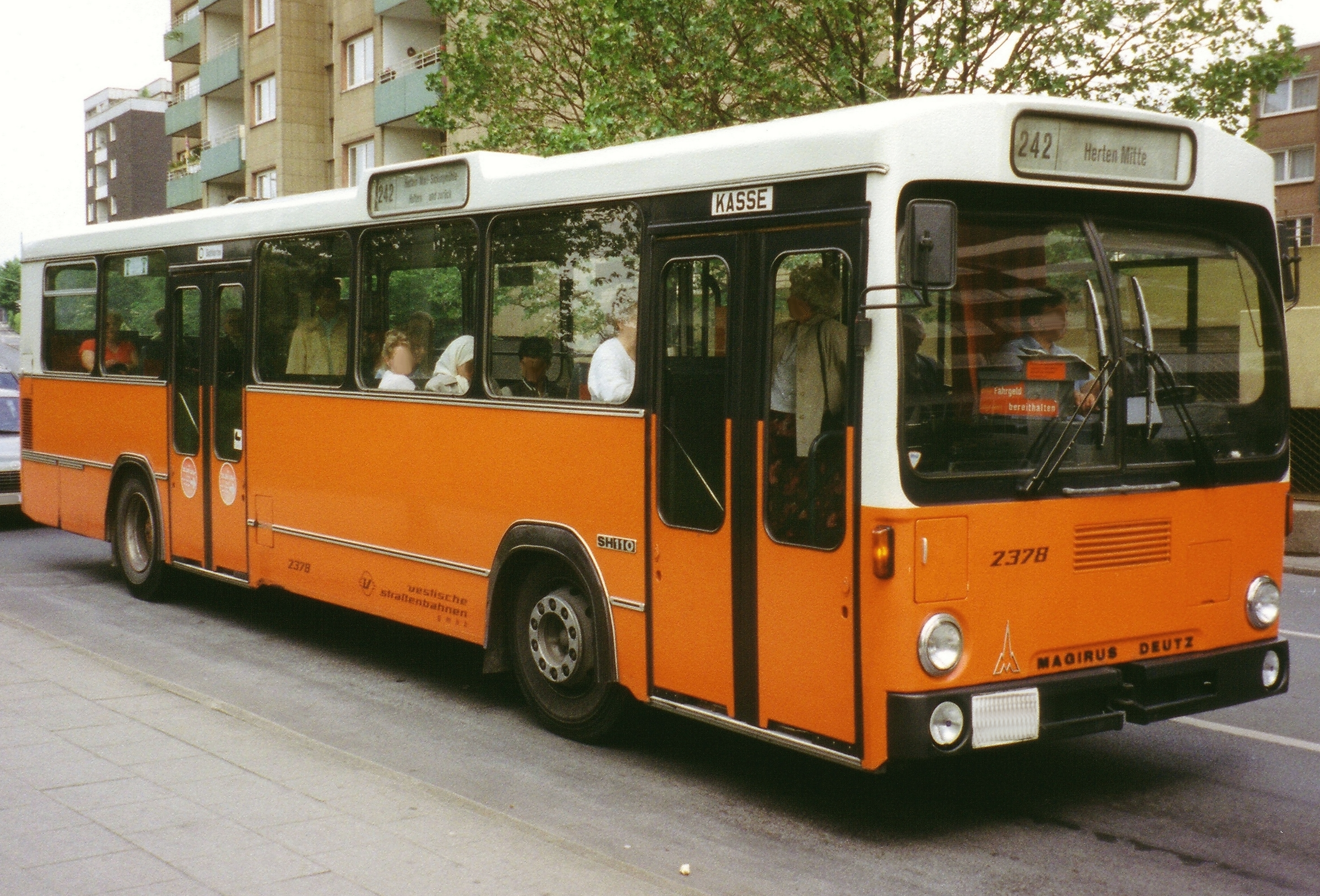
Magirus-Deutz SH110
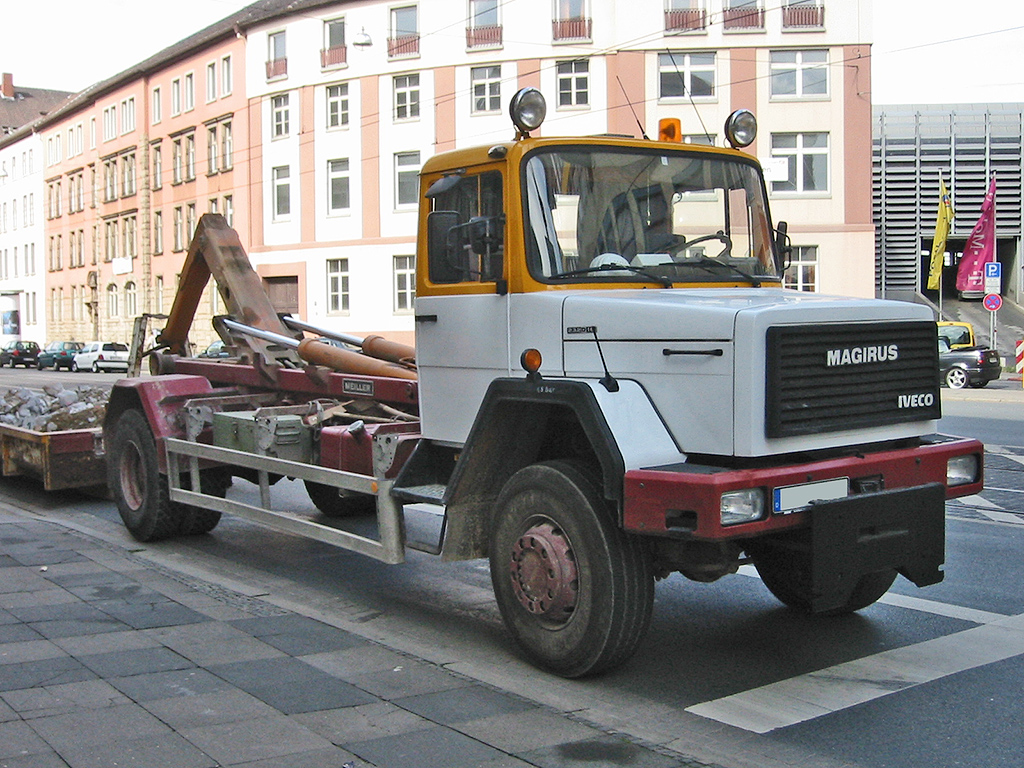
Magirus Iveco 232
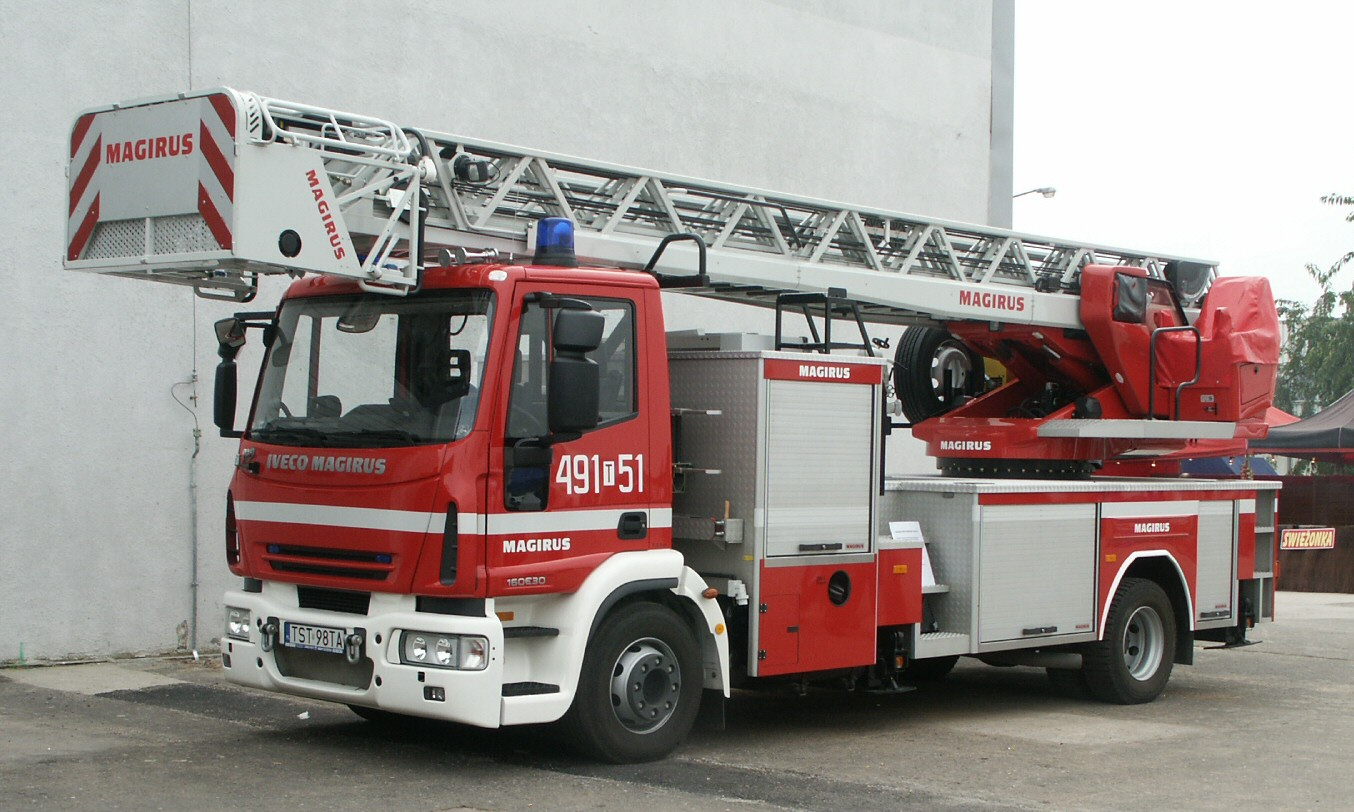
Iveco-Magirus 160E30